# Mali pasavec
Mali pasavec (znanstveno ime Zaedyus pichiy), pichi ali pigmejski pasavec je pasavec, ki izvira iz Argentine in Čila. Je edini živeči član rodu Zaedyus in edini pasavec, ki pozimi hibernira.

## Opis
Pichiji so razmeroma majhni pasavci, dolgi približno 27 cm, z repom približno 11 cm. Odrasli tehtajo od 700 do 1500 gramov, samci pa so lahko nekoliko večji od samic.
Roževinast oklep se spreminja od svetlo rumene do skoraj črne in je sestavljen iz težkih lopatastih in medeničnih ščitov, sestavljenih iz pravokotnih lusk in ločenih od šest do osem gibljivih pasov. Dodaten  pas leži pred lopatastim ščitom, na vrhu glave pa je tudi trikotni ščit in nadaljnje luske vzdolž repa. Spodnja stran živali ima plašč rumene dlake, ki je pozimi gostejši in daljši; skozi majhne luknje štrli nekaj dolgih dlačic blizu zadnjega roba nekaterih lusk. Pichi ima na vseh štirih nogah dobro razvite kremplje. Ušesa so kratka, oči pa temne in razmeroma majhne.
Pichi ima osem zob na vsaki strani zgornje čeljusti in devet na spodnji. Odsotnost zob na premaksilarni kosti zgornje čeljusti je ena od značilnosti, ki omogoča njihovo razlikovanje od drugih, podobnih pasavcev, kot je Euphractus sexcinctus. Samice imajo dva seska, ki sta v predelu prsnega koša in jim, tako kot večini pasavcev, manjka prava nožnica, temveč imajo en sam urogenitalni sinus, dolg približno 18 mm. Samčev penis je pri sesalcih nenavadno dolg in je približno 60 % celotne dolžine telesa. 

## Razširjenost in habitat
Male pasavce najdemo od osrednje in južne Argentine (Patagonija), zahodno od andskih travišč v Čilu in južno do Magellanovega preliva. V tej regiji najpogosteje naseljuje sušna ali polsušna stepska travišča, v drugih okoljih pa jih lahko najdemo, če imajo peščena tla, primerna za zakopavanje.

## Podvrste
- Zaedyus pichiy caurinus Thomas, 1928; zahodna Argentina do vzhodnega Čila
- Zaedyus pichiy pichiy Desmarest, 1804; Argentina

## Biologija
Pichi so vsejedi, saj največji del njihove prehrane sestavljajo nevretenčarji, kot so hrošči, mravlje in škorpijoni, čeprav bodo jedli tudi majhne sesalce ali kuščarje, pa tudi rastlinski material in glive. [6] Kljub temu, da živijo v sušnih okoljih, naj ne bi pili vode v naravi. Med pogoste plenilce sodijo chaco orli (Buteogallus coronatus), črnoprse kanje (Geranoaetus melanoleucus), lisice in pume.
Pichi je edini pasavec, za katerega je znano, da pozimi hibernira. Kot mnoge hibernirajoče živali si ustvarijo precejšnje zaloge maščobe, preden vstopijo v zimske jame, kjer ostanejo od maja do avgusta. Med zimskim spanjem se njihova telesna temperatura z običajne vrednosti približno 35 ° C spusti na samo 14 ° C. Poleg resničnega zimskega spanja vstopijo tudi v dnevno torpor, ki traja do štiri ure vsako noč, v katerem lahko telesna temperatura pade do 24 ° C.
Rejna doba traja od pomladi do zgodnjega poletja, natančni meseci pa so odvisni od zemljepisne širine. Samice lahko povzročijo ovulacijo in skotijo enega ali dva mladiča po obdobju brejosti od 58 do 60 dni, običajno med oktobrom in januarjem. Mladiči se skotijo z mehko, rožnato kožo z drobnimi luskami, ki se po približno dveh tednih začnejo strjevati in postajati bolj rumene. Novorojeni pichi tehtajo približno 50 g in se zredijo v povprečju 9 g na dan, dokler se odstavitev ne konča približno 40 dni in prvič zapustijo jamo.

## Vedenje
Pichiji so samotni in dnevni. Rove kopljejo v peščena tla, ki jih uporabljajo za zavetje pred ekstremnimi vremenskimi razmerami. Rovi imajo vhod v obliki kupole in en sam prehod, ki lahko doseže več metrov dolžine, preden se konča v goli, neobloženi komori za počitek. V jamah ne preživijo dlje časa, kopljejo nove vsaj vsakih nekaj tednov, včasih pa tudi vsak dan. Pozimi, ko je vreme bolj ekstremno, so lahko vdolbine globlje kot poleti, saj dosežejo do 1,5 m pod zemljo.
Pichi je samotar zunaj sezone parjenja. Ko so ogroženi, se zatečejo v svojo plitvo jamo, zaradi česar jih napadalec zaradi nazobčane površine težko izvleče ali pa ležijo na tleh, da bi zaščitili svoj ranljivi trebuh. Poročali so, da spuščajo zvoke in glasno godrnjajo ali kričijo. 

## Zaščita
IUCN je s statusom ohranjenosti Z. pichiy ocenila kot skoraj ogroženega. Lovijo ga za preživljanje in šport, kljub temu da je zaščiten v Argentini. Pasavca jedo in uporabljajo za lokalna obrtna dela. Govedoreja predstavlja nevarnost za njegov življenjski prostor. Nekatere populacije je prizadela tudi neznana bolezen.